# Pteris litoralis
Pteris litoralis là một loài dương xỉ trong họ Pteridaceae. Loài này được Rechinger mô tả khoa học đầu tiên năm 1908.
Danh pháp khoa học của loài này chưa được làm sáng tỏ. 